# CAPOX

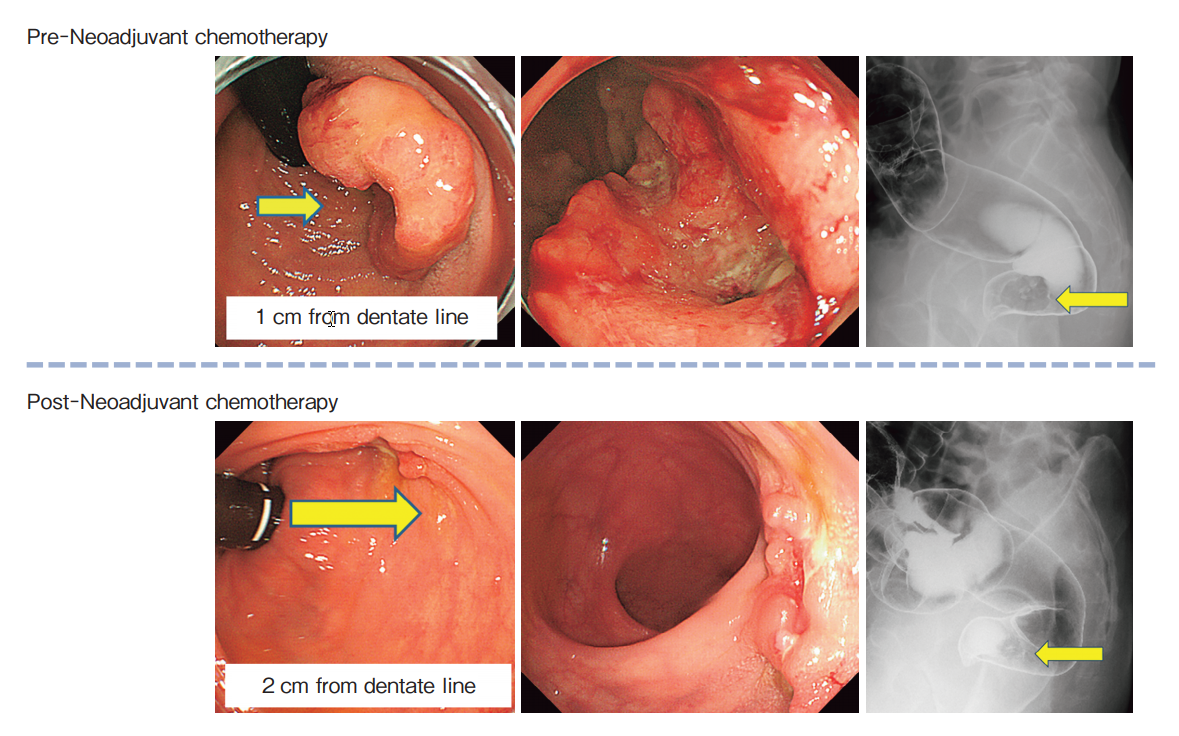
CAPOX療法(4コース)前後のステージIIIa結腸癌(T3 N1 M0)の症例写真

CAPOX（カポックス）またはCapeOX:27（カペオックス）またはXELOX（ゼロックス）は、カペシタビン（商品名：ゼローダ）とオキサリプラチンによる結腸・直腸癌の化学療法レジメンである。
CAPOXは3週間周期で、通常は8サイクル投与される。オキサリプラチンはサイクルの初日に静脈内投与し、カペシタビンは初日から1日2回、2週間 経口投与して、次のサイクルまで1週間の休薬期間を設ける。

## 副作用
- 末梢神経炎
- 手足症候群
- 下痢

## 参考資料
1. ↑  “CAPOX療法について”.   鹿児島市医師会. 2021年5月15日閲覧。
2. ↑  “大腸癌の治療を始める患者さんへ”.   大腸癌研究会. 2021年5月15日閲覧。
3. ↑  Cassidy, J.; Tabernero, J.; Twelves, C.; Brunet, R.; Butts, C.; Conroy, T.; Debraud, F.; Figer, A. et al. (2004). “XELOX (Capecitabine Plus Oxaliplatin): Active First-Line Therapy for Patients with Metastatic Colorectal Cancer”. Journal of Clinical Oncology 22 (11):  2084–2091. doi:10.1200/JCO.2004.11.069. PMID 15169795.
4. ↑  Capecitabine Combined with Oxaliplatin (CapOx) in Clinical Practice: How Significant is Peripheral Neuropathy? D. J. Storey; M. Sakala; C. M. McLean; H. A. Phillips; L. K. Dawson; L. R. Wall; M. T. Fallon; S. Clive. Posted: 09/28/2010; Annals of Oncology. 2010;21(8):1657-1661. © 2010 Oxford University Press
5. ↑  “Capecitabine as adjuvant treatment for stage III colon cancer”. N. Engl. J. Med. 352 (26):  2696–704. (June 2005). doi:10.1056/NEJMoa043116. PMID 15987918.